# Coppa Italia Dilettanti 1975-1976
La Coppa Italia Dilettanti 1975-1976 è stata la 10ª edizione di questa competizione calcistica italiana. È stata disputata con la formula dell'eliminazione diretta ed è stata vinta dalla Soresinese.
La competizione era riservata alle migliori squadre militanti nel primo livello regionale. Il primo turno veniva disputato a livello regionale, poi si passava a livello interregionale con gare di andata e ritorno. La finale veniva disputata in campo neutro.
L'edizione, come detto sopra, è stata vinta dalla Soresinese, che superò in finale la Stezzanese; le altre semifinaliste furono Scafatese ed Scicli.

## Partecipanti
Le 256 partecipanti vengono così ripartite fra i vari comitati regionali:
| Numero squadre | Comitati regionali    | Comitati regionali    | Comitati regionali | Comitati regionali | Comitati regionali | Comitati regionali | Comitati regionali  | Comitati regionali  | Comitati regionali  | Comitati regionali  | Comitati regionali  | Comitati regionali  |
| -------------- | --------------------- | --------------------- | ------------------ | ------------------ | ------------------ | ------------------ | ------------------- | ------------------- | ------------------- | ------------------- | ------------------- | ------------------- |
| 32             | Lombardia             | Lombardia             | Lombardia          | Lombardia          | Lombardia          | Lombardia          | Lombardia           | Lombardia           | Lombardia           | Lombardia           | Lombardia           | Lombardia           |
| 20             | Campania              | Campania              | Campania           | Campania           | Toscana            | Toscana            | Toscana             | Toscana             | Veneto              | Veneto              | Veneto              | Veneto              |
| 18             | Emilia-Romagna        | Emilia-Romagna        | Emilia-Romagna     | Emilia-Romagna     | Emilia-Romagna     | Emilia-Romagna     | Emilia-Romagna      | Emilia-Romagna      | Emilia-Romagna      | Emilia-Romagna      | Emilia-Romagna      | Emilia-Romagna      |
| 14             | Friuli-Venezia Giulia | Friuli-Venezia Giulia | Lazio              | Lazio              | Liguria            | Liguria            | Piemonte            | Piemonte            | Puglia              | Puglia              | Sicilia             | Sicilia             |
| 12             | Abruzzo               | Abruzzo               | Abruzzo            | Calabria           | Calabria           | Calabria           | Marche              | Marche              | Marche              | Sardegna            | Sardegna            | Sardegna            |
| 6              | Umbria                | Umbria                | Umbria             | Umbria             | Umbria             | Umbria             | Umbria              | Umbria              | Umbria              | Umbria              | Umbria              | Umbria              |
| 4              | Basilicata            | Basilicata            | Basilicata         | Basilicata         | Basilicata         | Basilicata         | Trentino-Alto Adige | Trentino-Alto Adige | Trentino-Alto Adige | Trentino-Alto Adige | Trentino-Alto Adige | Trentino-Alto Adige |

## Primo turno

### Lombardia
| Squadra 1   | Totale      | Squadra 2   | Andata     | Ritorno    |
| ----------- | ----------- | ----------- | ---------- | ---------- |
| PRIMO TURNO | PRIMO TURNO | PRIMO TURNO | 07.09.1975 | 14.09.1975 |
| Soresinese  | 3 – 1       | Lumezzane   | 3 – 0      | 0 – 1      |
| Stezzanese  | 2 – 2 (gfc) | Melegnanese | 1 – 0      | 1 – 2      |

### Friuli-Venezia Giulia
```
14 squadre
Non ammesse: 
C.M.M. N.Sauro
, 
Cordenonese
, 
Sangiorgina
 e 
Tarcentina
.
Dalla 
Prima Categoria
: 
Bertiolo
 (dal girone A) ed 
Isonzo
 (dal girone B).
```

| Squadra 1        | Totale      | Squadra 2            | Andata     | Ritorno    |
| ---------------- | ----------- | -------------------- | ---------- | ---------- |
| PRIMO TURNO      | PRIMO TURNO | PRIMO TURNO          | 07.09.1975 | 14.09.1975 |
| Sacilese         | 2 – 0       | Brugnera             | 1 – 0      | 1 – 0      |
| Spilimbergo      | 1 – 3       | Fontanafredda        | 0 – 1      | 1 – 2      |
| Bertiolo         | 2 – 2 (gfc) | Pro Tolmezzo         | 0 – 1      | 2 – 1      |
| Torviscosa       | 0 – 1       | Pro Cervignano       | 0 – 1      | 1 – 1      |
| Corno            | 1 – 3       | Cormonese            | 0 – 0      | 1 – 3      |
| Gradese          | 4 – 2       | Isonzo Turriaco      | 3 – 1      | 1 – 1      |
| Fortitudo Muggia | 1 – 3       | San Giovanni Trieste | 1 – 2      | 0 – 1      |

### Puglia e Basilicata
| Squadra 1    | Totale      | Squadra 2         | Andata     | Ritorno    |
| ------------ | ----------- | ----------------- | ---------- | ---------- |
| PRIMO TURNO  | PRIMO TURNO | PRIMO TURNO       | 07.09.1975 | 14.09.1975 |
| Soccer Trani | 1 – 2       | Molfetta          | 1 – 0      | 1 – 2      |
| Giovinazzo   | 1 – 6       | Noci              | 0 – 4      | 1 – 2      |
| Poggiardo    | 0 – 2       | Casarano          | 0 – 1      | 0 – 1      |
| Orta Nova    | 1 – 2       | Corato            | 1 – 1      | 0 – 1      |
| Maglie       | 1 – 1       | Atletico Tricase  | 0 – 0      | 1 – 1      |
| Noicattaro   | 2 – 1       | Valentino Mazzola | 2 – 0      | 0 – 1      |
| Novoli       | 2 – 1       | Francavilla       | 2 – 1      | 0 – 0      |

## Secondo turno
| Squadra 1                  | Totale          | Squadra 2            | Andata     | Ritorno    |
| -------------------------- | --------------- | -------------------- | ---------- | ---------- |
| SECONDO TURNO              | SECONDO TURNO   | SECONDO TURNO        | 21.09.1975 | 28.09.1975 |
| (VEN) Jesolo               | 2 – 3           | Soresinese (LOM)     | 1 – 1      | 1 – 2      |
| (LOM) Stezzanese           | 2 – 1           | Miranese (VEN)       | 1 – 1      | 1 – 0      |
| (VEN) Cerea                | 2 – 2 (gfc)     | Sacilese (FVG)       | 2 – 1      | 0 – 1      |
| (FVG) Fontanafredda        | 1 – 1 (gfc)     | Pievigina (VEN)      | 1 – 1      | 0 – 0      |
| (VEN) Montello             | 2 – 3           | Bertiolo (FVG)       | 1 – 2      | 1 – 1      |
| (FVG) Pro Cervignano       | 0 – 0 (2-3 dtr) | Sile Lucatello (VEN) | 0 – 0      | 0 – 0      |
| (FVG) Cormonese            | 0 – 3           | Mira (VEN)           | 0 – 3      | 0 – 0      |
| (FVG) San Giovanni Trieste | 2 – 2 (5-2 dtr) | Gradese (FVG)        | 0 – 2      | 2 – 0      |
| (PUG) Casarano             | 3 – 3           | Maglie (PUG)         | 2 – 0      | 1 – 3      |
| (PUG) Novoli               | ? – ?           | Bernalda (BAS)       | ? – ?      | 0 – 1      |
| (PUG) Noci                 | ? – ?           | Scafatese (CAM)      | ? – ?      | 0 – 3      |
| (CAM) Baiano               | 0 – 3           | Noicattaro (PUG)     | 0 – 3      | 0 – 0      |
| (PUG) Molfetta             | ? – ?           | Boschese (CAM)       | ? – ?      | 0 – 1      |
| (PUG) Corato               | 4 – 2           | Nuovo Vomero (CAM)   | 2 – 0      | 2 – 2      |

## 32esimi di finale
| Squadra 1           | Totale      | Squadra 2                  | Andata     | Ritorno    |
| ------------------- | ----------- | -------------------------- | ---------- | ---------- |
| TERZO TURNO         | TERZO TURNO | TERZO TURNO                | 04.11.1975 | 28.12.1975 |
| (LOM) Soresinese    | 4 – 3       | Audax Rufina (TOS)         | 3 – 0      | 1 – 3      |
| (LOM) Stezzanese    | 3 – 2       | Pievigina (TOS)            | 3 – 1      | 0 – 1      |
| (LOM) Verdello      | ? – ?       | Sacilese (FVG)             | 1 – 0      | ? – ?      |
| (FVG) Bertiolo      | 2 – 3       | Sile Lucatello (VEN)       | 1 – 1      | 1 – 2      |
| (VEN) Mira          | 1 – 0       | San Giovanni Trieste (FVG) | 0 – 0      | 1 – 0      |
| (PUG) Noicattaro    | 2 – 2       | Scafatese (CAM)            | 2 – 1      | 0 – 1      |
| (CAM) Secondigliano | 1 – 1       | Novoli (PUG)               | 0 – 0      | 1 – 1      |
| (CAM) Arzanese      | 2 – 2       | Casarano (PUG)             | 2 – 0      | 0 – 2      |
| (ABR) San Salvo     | 2 – 3       | Corato (PUG)               | 2 – 1      | 0 – 1      |
| (LAZ) Sora          | 1 – 1       | Molfetta (PUG)             | 1 – 0      | 0 – 1      |

## 16esimi di finale
| Squadra 1        | Totale      | Squadra 2           | Andata | Ritorno     |
| ---------------- | ----------- | ------------------- | ------ | ----------- |
| (VEN) Mira       | 2 – 2 (gfc) | Soresinese (LOM)    | 2 – 3  | 1 – 0       |
| (LOM) Stezzanese | 4 – 1       | Noceto (E.R)        | 1 – 0  | 3 – 1       |
| (PUG) Molfetta   | 1 – 1       | Sangiovannese (TUS) | 2 – 3  | 1 – 0       |
| (CAM) Arzanese   | 3 – 0*      | Corato (PUG)        | 3 – 0  | 0 – 0* sosp |

## Ottavi di finale
| Squadra 1                   | Totale | Squadra 2           | Andata | Ritorno |
| --------------------------- | ------ | ------------------- | ------ | ------- |
| (TOS) Castellina in Chianti | 1 – 3  | Soresinese (LOM)    | 1 – 0  | 0 – 3   |
| (LOM) Stezzanese            | 3 – 0  | Secondigliano (CAM) | 2 – 0  | 1 – 0   |

## Quarti di finale
| Squadra 1        | Totale      | Squadra 2            | Andata | Ritorno |
| ---------------- | ----------- | -------------------- | ------ | ------- |
| (LOM) Soresinese | 2 – 2 (dtr) | Sile Lucatello (VEN) | 1 – 1  | 1 – 1   |
| (LOM) Stezzanese | 3 – 2 (gfc) | Abano (VEN)          | 1 – 0  | 1 – 2   |
| (CAM) Scafatese  | ?           | ?                    | ?      | ?       |
| (SIC) Scicli     | ?           | ?                    | ?      | ?       |

## Semifinali
| Squadra 1        | Totale      | Squadra 2        | Andata | Ritorno |
| ---------------- | ----------- | ---------------- | ------ | ------- |
| (LOM) Soresinese | 2 – 2 (gfc) | Scafatese (CAM)  | 1 – 0  | 1 – 2   |
| (SIC) Scicli     | 1 – 3       | Stezzanese (LOM) | 1 – 0  | 0 – 3   |

## Finale
La finale è stata disputata prima della finale di Coppa Italia fra Napoli e Verona.
| Arbitro: | Cherri (Macerata) |

| |            | |
| Degani 88’                                                                                              | Marcatori  | |
| Pianta Ferrari Degani Canevari Borsotti Milanesi Bianchessi (73' Pedroni) Rodini Menta Toscani Nicolini | Formazioni | Masper Cabra (88' Lazzaroni) Rigamonti Mostosi Galbussera Bonati Longo Giudici Bettoni Schiavi Longhi |
| Cantoni                                                                                                 | Allenatori | Parati                                                                                                |

## Coppa Ottorino Barassi
Come vincitore della Coppa Italia Dilettanti, la Soresinese ottiene il diritto di affrontare il vincitore della Division 2 della Isthmian League (all'epoca 6º livello del calcio inglese) : Tilbury F.C..
| Arbitro: | Bartley John Homewood |

|            |           |           |
| Walder 39’ | Marcatori | 24’ Villa |

| Arbitro: | Giulio Ciacci (Firenze) |

|                 |                      |           |
| R. Nicolini 22’ | Marcatori            | 82’ Smith |
|                 | Tiri di rigore 5 – 3 |           |